# Mohammed Rafi
  Mohammed Rafi  (panjabi occidental: محمد رفیع)  (Kotla Sultan Singh, 24 de desembre de 1924 - Bombai, 31 de juliol de 1980) fou un cantant de playback de pel·lícules indi. És considerat com un dels cantants més importants i influents del subcontinent indi. Rafi va destacar per la seva versatilitat i amplitud de veu. Les seves cançons van des de temes ràpids i intensos a les patriòtiques, de les cançons tristes a les romàntiques, dels qawwalis als ghazals i dels bhajans a cançons clàssiques. Era conegut per la seva habilitat per modelar la seva veu segons la personalitat i l'estil de l'actor amb qui sincronitzava la cançó. Va ser guardonat amb sis Premis Filmfare i un National Film Award. L'any 1967 va ser guardonat amb el premi Padma Shri pel Govern de l'Índia. El 2001, Rafi va rebre el títol de "Millor cantant del mil·lenni" d'Hero Honda i la revista Stardust. L'any 2013 va ser considerat com la millor veu del cinema indi a l'enquesta feta per la CNN-IBN.
Va gravar cançons per a més de mil pel·lícules índies i va cantar cançons (fins a 7.405) en moltes llengües índies, principalment en urdú i panjabi que dominava, i també en altres idiomes. Apart de l'urdú i el panjabi també va cantar en konkani, assamès, bhojpuri, odia, bengalí, marathi, sindhi, kannada, gujarati, tàmil, telugu, magahi, maithili, etc. Les cançons en llengües estrangeres incloïen l'anglès, el persa, l'àrab, el singalès, el crioll i l'holandès.

## Primers anys

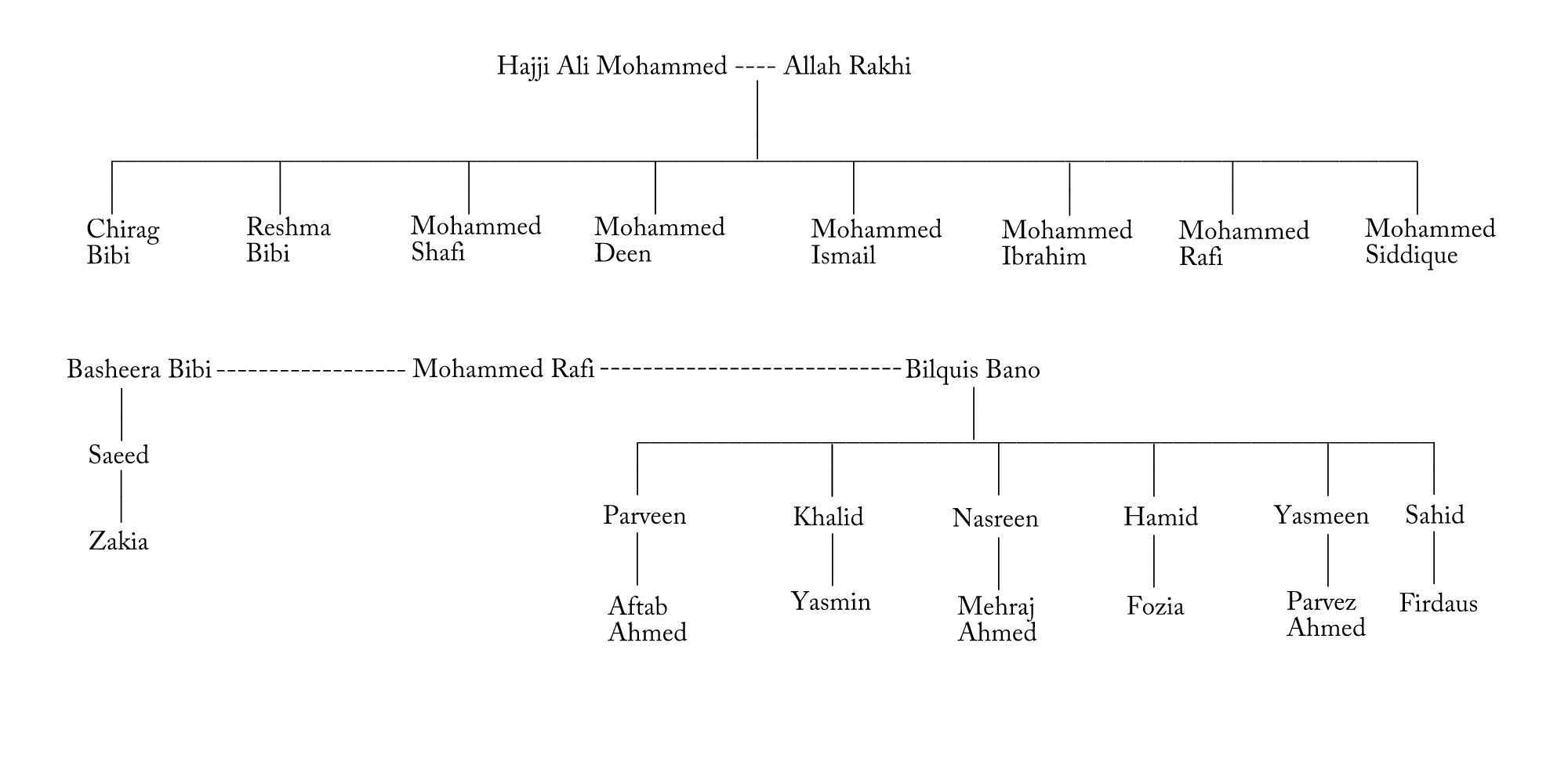
Arbre familiar de Mohammed Rafi

Mohammed Rafi era el segon de sis germans nascuts a Haji Ali Mohammad. La família era originària de Kotla Sultan Singh, un poble proper a l'actual Majitha, al districte d'Amritsar, al Panjab (Índia). Rafi, de sobrenom Pheeko, va començar a cantar imitant els càntics d'un faquir que recorria els carrers del seu poble natal. L'any 1925 el pare de Rafi es va traslladar a Lahore (Pakistan), on dirigia una perruqueria.
Rafi va aprendre música clàssica índia amb Ustad Abdul Wahid Khan, Pandit Jiwan Lal Mattoo i Firoze Nizami. Va actuar per primera vegada als 13 anys, cantant amb K.L. Saigal a Lahore. L'any va debutar a Lahore com a cantant de playback amb el duet Soniye Nee, Heeriye Nee acompanyat de Zeenat Begum a la pel·lícula en panjabi Gul Baloch (estrenada el 1944), sota la direcció musical de Shyam Sunder. El mateix any va ser convidat a cantar a l'emissora de radio All India Radio.
L'any 1945 va debutar a Bollywood amb la pel·lícula Gaon Ki Gori.

## Els inicis a Bombay
Rafi es va traslladar a Bombai, Maharashtra, el 1944. Junament amb Hameed Sahab van llogar una habitació de 9 m² a la concorreguda zona del centre de Bhendi Bazar. Va ser el poeta Tanvir Naqvi qui el va presentar a alguns productors com Abdur Rashid Kardar, Mehboob Khan o l'actor i director Nazeer. Shyam Sunder es trobava aleshores a Bombai li va oferir a l'oportunitat de cantar un duet amb G.M. Durrani, Aji dil ho kaabu mein to dildar ki aisi taisi ..., per la pel·lícula Gaon Ki Gori, sent aquesta la primera cançó que va enregistrar.
La primera cançó amb el director musical Naushad Ali va ser Hindustan Ke Hum Hain, amb Shyam Kumar, Alauddin i altres, per la pel·lícula Pehle Aap, dirigida per Abdul Rashid Kardar l'any 1944.
Rafi va aparèixer també en dues pel·lícules, amb la cançó Tera Jalwa Jis Ne Dekha a la pel·lícula Laila Majnu del 1945 i amb Woh Apni Yaad Dilane Ko a Jugnu del 1947. Com a part del cor va cantar diverses cançons sota la direcció de Naushad Ali, com ara Mere Sapnon Ki Rani, Roohi Roohi" amb K.L. Saigal, a la pel·lícula Shahjahan (1946). Rafi va cantar Tera Khilona Toota Balak de la pel·lícula Anmol Ghadi de Mehboob Khan i el duet Yahan Badla Wafa Ka, amb Noor Jehan, a la pel·lícula Jugnu del 1947. Després de la separació, Rafi va decidir quedar-se a l'Índia i va fer anar a la resta de la seva família a Bombai.
A l'any 1949 directors musicals com Naushad Ali (Chandni Raat, Dillagi i Dulari), Shyam Sunder (Basar) i Husnalal Bhagatram (Meena Basar) li varen oferir cançons com a solista.
A més de K. L. Saigal, a qui Rafi considerava el seu preferit, també va rebre influències de G. M. Durrani. En els primers anys de la seva carrera va seguir l'estil de Durrani per evolucionar més tard cap a un estil propi i únic. Va cantar amb Durrani en algunes cançons, com Humko Hanste Dekh Zamana Jalta Hai i Khabar Kisi Ko Nahiin, Woh Kidhar Dekhte a la pel·lícula Beqasoor de l'any 1950.
L'any 1948, després de l'assassinat de Mahatma Gandhi, l'equip de Husanlal Bhagatram-Rajendra Krishan-Rafi havia compost durant la nit la cançó Suno Suno Ae Duniyawalon, Bapuji Ki Amar Kahani. Rafi va ser convidat pel primer ministre indi, Jawaharlal Nehru, a cantar-la a casa seva. El mateix any Jawaharlal Nehru li va atorgar una medalla de plata el Dia de la Independència de l'Índia.

## Enregistraments en els anys 50 i 60
Durant els inicis de la seva carrera Rafi es va associar amb molts directors, dels quals el més destacat va ser Naushad Ali. A finals dels 50 i 60 va treballar amb altres compositors, com O.P. Nayyar, Shankar Jaikishan, S.D. Burman i Roshan.

### Treballs amb Naushad
Segons Naushad, Rafi se li va presentar amb una carta de recomanació escrita pel pare de Naushad. La primera cançó de Rafi amb Naushad Ali va ser Hindustan Ke Hum Hain per a la pel·lícula Pehle Aap del 1944. El primer duet va ser la banda sonora de la pel·lícula Anmol Ghadi del 1946.
L'associació de Rafi amb Naushad va ajudar molt al primer a consolidar-se com un dels cantants de playback més destacats del cinema indi. Les cançons de Baiju Bawra, del 1952, com ara O duniya ke rakhwale o Man tarpat hari darshan ko aaj van afavorir la fama de Rafi. Va acabar cantant un total de 149 cançons (81 d'elles en solitari) per a Naushad. Abans de Rafi, el cantant preferit de Naushad era Talat Mahmood. Un vegada Naushad va trobar a Talat fumant durant un enregistrament. Aquest fet el va molestar i va contractar Rafi perquè cantés totes les cançons de la pel·lícula Baiju Bawra .

### Treballs amb SD Burman
SD. Burman va comptar amb Rafi com a veu de Dev Anand i Guru Dutt. Rafi va treballar amb Burman en 37 pel·lícules, incloses Pyaasaa (1957), Kaaguz Ke Phool (1959), Kaalaa Baazaar, Nou Do Gyaaruh, Kaala Paanee, Tere Ghur Ke Saamne (1963), Guide (1965), Aaraadhuna (1969), Ishk Pur Zor Nuhee (1971) i Ubhimaan (1973).

### Treballs amb Shankar-Jaikishan
L'associació de Rafi amb Shankar-Jaikishan va ser una de les més famoses i reeixides de la indústria del cinema indi. Amb Shankar-Jaikishan, va produir cançons per a actors com Shammi Kapoor i Rajendra Kumar. Dels sis Premis Filmfare que va Rafi rebre, tres varen ser per temes de Shankar-Jaikishan: Teree Pyaaree Pyaaree Soorut Ko, Buhaaron Phool Bursao i Dil Ke Jhurokhe Men. Shankar-Jaikishan va voler que Rafi enregistrés el playback de Kishore Kumar a la pel·lícula Shuraarut. Rafi va cantar un total de 341 cançons (216 en solitari) per a Shankar-Jaikishan. Entre les pel·lícules fruit d'aquesta col·laboració hi ha Basant Bahar, Professor, Junglee, Asli Naqli, Rajkumar, Suraj, Brahmachari, Arzoo, An Evening in Paris, Dil Tera Deewana, Yakeen, Prince, Love in Tokyo, Beti Bete, Dil Ek Mandir, Dil Apna Aur Preet Parai, Gaban i Jab Pyar Kisi Se Hota Hai.

### Treballs amb Ravi
Rafi va obtenir el seu primer Premi Filmfare pel tema principal de la pel·lícula Chaudhvin Ka Chand, composta per Ravi. Va rebre també el National Film Award per la cançó Baabul Kee Duaen Letee Jaa de la pel·lícula Neel Kamal (1968), composta també per Ravi. Rafi va admetre a una entrevista publicada per la BBC l'any 1997 que va plorar durant l'enregistrament d'aquesta cançó.
Ravi i Rafi van produir altres cançons per les pel·lícules China Town (1962), Kaajul (1965), Do Budun (1966) i Ek Phool Do Maali (1969).

### Treballs amb Madan Mohan
Madan Mohan va ser un altre dels compositors que tenien com a cantant preferit Rafi. El primer solo de Rafi amb Madan Mohan va ser Hum Ishk Mein Burbaad Hein Burbaad Ruhenge a la pel·lícula Aankhen (1950). Plegats varen produir moltes cançons, com ara Teree Aankhon Ke Sivaa, Yeh Duniyaa Yeh Mehfil, Tum Jo Mil Guye Ho, Kur chule hum fidaa, Meree Aawaaz Suno i Aap Ke Pehlu Mein Aakur.

### Treballs amb O.P. Nayyar
Rafi i O.P. Nayyar (OP) van compondre música als anys cinquanta i seixanta. OP va arribar a dir que "si no hagués estat per Rafi, no hi hauria hagut O.P. Nayyar". Junts van crear moltes cançons, incloent Yeh Hai Bombay Meri Jaan. OP va aconseguir que Rafi cantés, per al cantant-actor Kishore Kumar, el tema Man Mora Baawara per a la pel·lícula Raagini. Més tard va tornar a cantar per a Kishore Kumar en pel·lícules com Baaghi, Shehzaada i Shararat. OP Nayyar va comptar amb Rafi i Asha Bhosle per a la majoria de les seves cançons. El tàndem va produir moltes cançons a principis dels anys 50 i 60 per pel·lícules com ara Naya Daur (1957), Tumsa Nahin Dekha (1957), Ek Musafir Ek Hasina (1962) o Kashmir Ki Kali (1964). Rafi va cantar un total de 197 cançons (56 en solitari) per a Nayyar, entre les quals es troben èxits, com ara Jawaaniyan yeh mast mast i el tema principal de la pel·lícula Tumsa Nahin Dekha, Yun to humne lakh hansee dekhe hain, tumsa nahin dekha. A aquestses van seguir cançons com Taareef karoon kya uski jisne tumhe banaya de Kashmir ki Kali.
Rafi i OP van discutir durant la gravació de la pel·lícula Sawan ki Ghata. Segons va revelar OP durant una de les seves entrevistes, Rafi va informar tard a l'equip de gravació de que estava ocupat amb un enregistrament amb Shankar Jaikishan. OP va declarar llavors que, a partir d'aquell moment, ell tampoc no tindria temps per a Rafi i va cancel·lar la gravació. No van tornar a treballar plegats fins al cap de tres anys.

### Treballs amb Laxmikant-Pyarelal
El duo de compositors Laxmikant.Pyarelal (L-P) va promocionar Rafi com un dels seus cantants, des de la seva primera cançó a la pel·lícula Parasmani (1963). Rafi i L-P van guanyar el Premi Filmfare per la cançó Chaahoonga Mein Tujhe Saanjh Suvere de la pel·lícula Dosti (1964). Comparat amb altres directors musicals, Rafi va interpretar per a aquest duet el major nombre de cançons: 388.
Una vegada, quan el compositor Nisar Bazmi (que havia emigrat al Pakistan) no tenia prou diners per contractar-lo, Rafi li va cobrar una rupia i va cantar per ell. També va ajudar econòmicament a L-P. Com deia Laxmikant "Sempre donava sense esperar cap retorn".

### Treballs amb Kalyanji Anandji
Kalyanji Anandji va compondre al voltant de 170 cançons per Rafi. La relació de Kalyanji amb Rafi va començar l'any 1958 amb la pel·lícula Samrat Chandragupta, el seu primer treball com a compositor en solitari. Kalyani Anandji i Rafi van treballar junts en la música del protagonista, l'actor Shashi Kapoor, de la pel·lícula Haseena Maan Jayegi de l'any 1968, que incloia cançons com Bekhudi Mein Sanam i Chale The Saath Milke.

### Treballs amb cantants contemporanis
Rafi va treballar amb diversos cantants contemporanis, interpretant duets amb ells i de vegades també per a ells, com en el cas de Kishore Kumar, que era cantant i actor. Va cantar el major nombre de duets amb la cantant Asha Bhonsle, el cantant Manna Dey i la cantant Lata Mangeshkar.
A la cançó Humko Tumse Ho Gaya Hai Pyaar Kya Karein de la pel·lícula Amar Akbar Anthony, Rafi cantava amb Kishore Kumar, Lata Mangeshkar i Mukesh, els cantants més famosos de Bollywood. Aquesta va ser probablement l'única vegada que tots van coincidir en una mateixa cançó.

### Treballs amb altres directors musicals
Rafi va cantar durant la seva vida per a tots els directors musicals indis, inclosos Roshan, Jaidev, Khayyam, Rajesh Roshan, Ravindra Jain, Bappi Lahiri, Sapan Jagmohan, etc. Amb Usha Khanna, Sonik Omi, Chitragupta, S.N. Tripathi, N. Datta i R.D. Burman va tenir-hi una vinculació especial. També va cantar per a directors musicals no tan coneguts, pels qui cantava gratuïtament mentre feia immortals les seves composicions. Molts membres de la indústria del cinema indi van rebre regularment ajuda financera de Rafi.

### Àlbums privats
Rafi va cantar diverses cançons a l'àlbum de grans èxits en Konkani de Chris Perry, amb Lorna Cordeiro. Va gravar molts àlbums privats de diversos gèneres i idiomes. També va enregistrar cançons indies en anglès en una versió de 7" l'any 1968 i va interpretar dues cançons en crioll mentre estava de visita a Maurici a finals dels anys seixanta.

### Sobre els drets d'autor
Els anys 1962 i1963, la popular cantant Lata Mangeshkar va posar sobre la taula la qüestió de la participació de les cantants de playback en el cobrament de drets d'autor. Reconeixent la posició de Rafi com el principal cantant masculí de playback, volia que li donés suport en la demanda de la meitat del 5% del drets de la cançó que el productor de la pel·lícula va concedir per seleccionar compositors. Rafi s'hi va negar, afirmant que la reclamació sobre els diners del productor de la pel·lícula va acabar amb el pagament de la part acordada per la cançó per part seva. Va argumentar que és el productor qui corre el risc financer i que el compositor crea la cançó, de manera que el cantant no té cap reclamació sobre els diners dels drets d'autor. Lata va veure la seva posició com un escull en el tema dels drets d'autor i va afirmar que era també pel nom del cantant que es venien els discs. Aquesta discrepància d'opinions va conduir posteriorment a diferències entre tots dos. Durant l'enregistrament de Tasveer Teri Dil Mein (Maya, 1961), Lata va discutir amb Rafi per un passatge de la cançó. Rafi es va sentir menystingut, ja que el director musical, Salil Chowdhury, va fer costat a Lata. La situació va empitjorar quan Lata va declarar que ja no cantaria amb Rafi. Rafi va declarar que tenia tanta intenció de cantar amb ella com ella amb ell. Més tard, el director musical Jaikishan va negociar una reconciliació entre els dos. En una entrevista concedida a The Times of India el 25 de setembre de 2012, Lata va afirmar haver rebut una disculpa per escrit de Rafi. No obstant això Shahid Rafi, el fill de Rafi, va rebutjar l'afirmació qualificant-la d'un acte per deshonrar la reputació del seu pare.

## Principis dels anys setanta
Als anys setanta, Rafi va patir, durant força temps, una infecció a la gola. Durant aquest període la seva producció va minvar, però tot i així va enregistrar alguns dels seus millors temes.
A principis dels 70 va patir un fort revés quan Kishore Kumar es va posicionar com el principal cantant de playback de Bollywod amb la pel·lícula Aradhana. Cap a mitjans dels 70 va recuperar part de la seva fama, malgrat que les principals cançons del període van ser interpretades per Kumar.
Algunes de les cançons d'èxit de Rafi de principis dels anys setanta van ser enregistrades amb els directors musicals Laxmikant-Pyarelal, Madan Mohan, RD Burman i SD Burman. S'hi poden trobar Tum Mujhe Yoon Bhulaa Naa Paaoge (una cançó d'autor del 1971) de Puglaa Kahin Ka, Yeh Duniyaa Yeh Mehfil de Heer Ranjha (1970), Kaan Mein Jhumkaa de Saawan Bhaadon, Jhilmil Sitaaron Ka de Jeevun Mrutyu (un duet amb Lata Mangeshkar, 1970), Gulaabi Aankhen de The Train (1970), Yoon Hi Tum Mujhse Baat de Suchcha Jhootha, Yeh Jo Chilmun Hei i Itnaa To Yaad Hei Mujhe de Mehboob Ki Mehandi (1971), Meraa Munn Teraa Pyaasaa de Gambler (1971), Chudhtee Juwaanee i Kitna Pyara Waada de Caravan (1971), Chulo Dildaar Chulo de Pakeezah (1972), Churaa Liya Hai Tumne de Yaadon Ki Baaraat (un duet amb Asha Bhosle, 1973), Naa Too Zumeen Ke Liye de Daastaan (1973), Tum Jo Mil Gaye Ho de Hanste Zakhm (1973), Tere Bindiya Re, d'Abhimaan (1973) i Aaj Mousam Bada Beimaan Hai de Loafer (1973).

## Darrers anys
Rafi retornar com un dels cantants principals a mitjans dels anys setanta. L'any 1974 va guanyar el premi al millor cantant de la revista Film World, amb la cançó Teree Galiyon Mein Na Rakhenge Qadam Aaj Ke Baad, composta per Usha Khanna per la pel·lícula Hawas
L'any 1976 va cantar totes les cançons de Rishi Kapoor a la famosa pel·lícula Laila Majnu. Va interpretar molts altres èxits de Rishi Kapoor en pel·lícules com Hum Kisise Kum Naheen (1977) i Amar Akbar Anthony (1977). L'any 1977 va guanyar el Premi Filmfare i el National Film Award per la cançó composta per R.D. Burman Kya Hua Tera Wada, de la pel·lícula Hum Kisise Kum Naheen.
Moltes de les cançons per pel·lícules que va interpretar a finals dels anys setanta i principis dels vuitanta van dominar les llistes d'èxits de programes de radio com Vividh Bharati, Binaca Geetmala i Radio Ceylon. Entre d'altres s'hi troben Bairaag (1976), Amaanat (1977), Dharamveper (1977), Apnapan (1978), Ganga Ki Saugandh (1978), Suhaag (1979), Sargam (1979), Qurbani (1980), Dostana (1980), Karz (1980), The Burning Train (1980), Abdullah (1980), Shaan (1980), Aasha (1980), Aap To Aise Na The (1980), Naseeb (1981) i Zamane Ko Dikhana Hai (1982). L'any 1978 va actuar al Royal Albert Hall i el 1980 al Wembley Conference Centre. Des del 1970 fins a la seva mort, va fer gires per tot el món oferint concerts.
El desembre de 1979 va gravar sis cançons per al remake indi de l'èxit Sorry Madam de Dilip Sen. La pel·lícula no es va acabar de filmar a causa d'una tragèdia personal de Dilip Sen. Les cançons, escrites per Kafeel Aazar i compostes per Chitragupta, van ser publicades l'any 2009 pel segell discogràfic Silk Road sota el títol The Last Songs.

### Polèmica amb el Llibre Guinness de rècords mundials
Durant els darrers anys anys de la seva vida, Rafi va estar involucrat en una polèmica relacionada amb l'entrada de Lata Mangeshkar al Llibre Guinness dels rècords mundials. En una carta datada l'11 de juny de 1977 adreçada al Llibre Guinness dels rècords mundials, Rafi qüestionava l'afirmació que Lata Mangeshkar hagués enregistrat el nombre més gran de cançons ("no menys de 25.000" segons el Guinness). Segons els seus seguidors, Rafi hauria cantat més cançons que Lata, sent ell el major dels dos. Varen estimar que el nombre de cançons cantades per Rafi estava entre les 25.000 i les 26.000. Després de rebre la resposta de Guinness, en una carta datada el 20 de novembre de 1979, va escriure: "Estic decebut que la meva sol·licitud de reavaluació del registre de la senyora Mangeshkar hagi estat ignorada". En una entrevista a La BBC el novembre de 1977, Rafi va afirmar haver cantat entre 25.000 a 26.000 cançons fins aleshores.
Després de la mort de Rafi el Guinness Book of World Records, en la seva edició de 1984, va atorgar a Lata Mangeshkar la categoria de "Més enregistraments", afirmant també que "Mohammad Rafi (1 d'agost de 1980) [sic] va afirmar haver enregistrat 28.000 cançons en 11 idiomes de l'Índia entre 1944 i abril de 1980". Les entrades del llibre Guinness de Rafi i Lata van ser finalment suprimides el 1991. L'any 2011, la germana de Lata, Asha Bhosle, va ser qui va rebre aquest reconeixement.
El llibre de Shahid Rafi i Sujata Dev Mohammed Rafi: Golden Voice of the Silver Screen, publicat l'any 2015, afirma que segons "fonts de la indústria", Rafi va cantar 4.425 cançons de pel·lícules en indi, 310 cançons de pel·lícules en altres idiomes i 328 cançons que no eren per a pel·lícules entre el 1945 i el 1980. [41] Un article publicat a Manorama Online de 2015 diu que s'han identificat 7.405 cançons cantades per Rafi.

## Mort
Mohammed Rafi va morir la nit el 31 de juliol de 1980 als 55 anys, després de patir un infart de miocardi. L' a darrera cançó que va cantar va ser per a la pel·lícula Aas Paas. Algunes fonts afirmen que va ser Shaam Phir Kyun Udaas Hai Dost / Tu Kahin Aas Paas Hai Dost, enregistrada poques hores abans de la seva mort, en canvi d'altres diuen que va ser Shehar mein charcha hai.
Rafi va ser enterrat al cementiri musulmà de Juhu i el seu enterrament va ser una de les processons funeràries més grans de l'Índia, ja que hi van assistir més de 10.000 persones. El govern de l'Índia va anunciar un dol públic de dos dies en honor seu.
L'any 2010 la tomba de Rafi, juntament amb la de molts artistes de la indústria cinematogràfica va ser enderrocada per fer espai per a nous enterraments. Els fans de Mohammed Rafi, que visiten la seva tomba dues vegades a l'any per commemorar els seus aniversaris de naixement i mort, utilitzen l'arbre de coco que es troba més a prop de la seva tomba com a referència.

## Llegat
Cantants com S. P. Balasubrahmanyam, Sonu Nigam, Mahendra Kapoor, Shabbir Kumar, Mohammed Aziz i Udit Narayan rebre la influència de l'estil de Rafi.
El 22 de setembre de 2007, es va presentar un santuari en honor de Rafi, dissenyat per l'artista Tasawar Bashir, al carrer Fazeley de Birmingham, al Regne Unit. Bashir esperava aconseguir al santedat de Rafi com a resultat. El Padma Shri Mohammed Rafi Chowk, al suburbi de Bandra, a Bombai i Pune porta el nom de Rafi.
L'estiu del 2008, la City of Birmingham Symphony Orchestra va publicar un doble CD amb 16 cançons de Rafi titulat Rafi Resurrected. El cantant de playback de Bollywood, Sonu Nigam, va proporcionar la veu d'aquest projecte i va fer una gira amb l'orquestra el juliol de 2008 actuant a escenaris com a llocs com la English National Opera de Londres, l'Apollo Theatre de la ciutat de Westminster i el Symphony Hall de Birmingham.
Al juny del 2010, Rafi i Lata Mangeshkar van ser elegits el cantants de playback més populars a l'Outlook Music Poll. A la mateixa enquesta va escollir Man re, tu kahe na dheer dhare (Chitralekha, 1964), cantada per Rafi, com la cançó número 1. Tres cançons van quedar empatades al lloc número 2, dues de les quals eren interpretades per Rafi. L'enquesta es va publicar a la revista Outlook i el jurat va incloure persones de la indústria musical índia.
Hi ha hagut apel·lacions al Govern de l'Índia per honorar al cantant, a títol pòstum, amb el Bharat Ratna (el reconeixement civil de més alta consideració l'Índia).
Sujata Dev va escriure la biografia oficial de Rafi amb el títol Mohammed Rafi: Golden Voice of the Silver Screen coincidint amb el seu 91è aniversari. Coincidint amb el seu 92è aniversari es va estrenar un documental dirigit Rajni Acharya i Vinay Patel, amb el títol. Incorporava més de 60 entrevistes a diversos personatges de Bollywood així com un repàs a la seva història a través de les seves cançons i relats personals.
Lata Mangeshkar, contamporànea seva, va dir que "Rafi bhaiya no només va ser el millor cantant de playback de l'Índia, sinó que també era una persona meravellosa" i que "era un cantant el rang vocal del qual podia superar a qualsevol altre cantant, ja fos ella mateixa, Asha, Mannada o Kishore bhaiya".
Cada any, els seus aniversaris son motiu d'homenatges als escenaris, radio i televisió.

## Premis i reconeixements

### National Film Awards[51]
| Any  | Cançó               | Pel·lícula            | Director musical | Lletrista          | Resultat  |
| ---- | ------------------- | --------------------- | ---------------- | ------------------ | --------- |
| 1977 | "Kya Hua Tera Wada" | Hum Kisise Kum Naheen | Rahul Dev Burman | Majrooh Sultanpuri | Guanyador |

### Premis Filmfare[52]
| Any  | Cançó                           | Pel·lícula            | Director musical   | Lletrista                      | Resultat  |
| ---- | ------------------------------- | --------------------- | ------------------ | ------------------------------ | --------- |
| 1960 | "Chaudhvin Ka Chand Ho"         | Chaudhvin Ka Chand    | Ravi               | Shakeel Badayuni               | Guanyador |
| 1961 | "Teri Pyaari Pyaari Surat Ko"   | Sasural               | Shankar Jaikishan  | Hasrat Jaipuri                 | Guanyador |
| 1961 | "Husnwale Tera Jawab Nahin"     | Gharana               | Ravi               | Shakeel Badayuni               | Nominat   |
| 1962 | "Aye Gulbadan Aye Gulbadan"     | Professor             | Shankar Jaikishan  | Hasrat Jaipuri                 | Nominat   |
| 1963 | "Mere Mehboob Tujhe"            | Mere Mehboob          | Naushad Ali        | Shakeel Badayuni               | Nominat   |
| 1964 | "Chahunga Main Tujhe"           | Dosti                 | Laxmikant–Pyarelal | Majrooh Sultanpuri             | Guanyador |
| 1965 | "Chhoo Lene Do Nazuk Hothon Ko" | Kaajal                | Ravi               | Sahir Ludhianvi                | Nominat   |
| 1966 | "Baharo Phool Barsao"           | Suraj                 | Shankar Jaikishan  | Hasrat Jaipuri                 | Guanyador |
| 1968 | "Dil Ke Jharoke Mein"           | Brahmachari           | Shankar Jaikishan  | Hasrat Jaipuri                 | Guanyador |
| 1968 | "Mein Gaaon Tum Sojaao"         | Brahmachari           | Shankar Jaikishan  | Shailendra                     | Nominat   |
| 1969 | "Badi Mastani Hai"              | Jeene Ki Raah         | Laxmikant–Pyarelal | Anand Bakshi                   | Nominat   |
| 1970 | "Khilona Jaan Kar"              | Khilona               | Laxmikant–Pyarelal | Anand Bakshi                   | Nominat   |
| 1973 | "Hum Ko To Jaan Se Pyaari"      | Naina                 | Shankar Jaikishan  | Hasrat Jaipuri                 | Nominat   |
| 1974 | "Achha Hi Huva Dil Toot Gaya"   | Maa Bahen Aur Biwi    | Sharda             | Qamar Jalalabadi, Vedpal Varma | Nominat   |
| 1977 | "Kya Hua Tera Wada"             | Hum Kisise Kum Naheen | R.D. Burman        | Majrooh Sultanpuri             | Guanyador |
| 1977 | "Parda Hai Parda"               | Amar Akbar Anthony    | Laxmikant–Pyarelal | Anand Bakshi                   | Nominat   |
| 1978 | "Aadmi Musaafir Hai"            | Apnapan               | Laxmikant–Pyarelal | Anand Bakshi                   | Nominat   |
| 1979 | "Chalo Re Doli Uthao Kahaar"    | Jaani Dushman         | Laxmikant–Pyarelal | Varma Malik                    | Nominat   |
| 1980 | "Mere Dost Kissa Yeh"           | Dostana               | Laxmikant–Pyarelal | Anand Bakshi                   | Nominat   |
| 1980 | "Dard-e-dil Dard-e-jigar"       | Karz                  | Laxmikant–Pyarelal | Anand Bakshi                   | Nominat   |
| 1980 | "Maine Poocha Chand Se"         | Abdullah              | R.D. Burman        | Anand Bakshi                   | Nominat   |

### Bengal Film Journalists' Association – Best Male Playback Award
| Any  | Pel·lícula        | Director musical   | Lletrista          | Resultat  |
| ---- | ----------------- | ------------------ | ------------------ | --------- |
| 1957 | Tumsa Nahin Dekha | O. P. Nayyar       | Majrooh Sultanpuri | Guanyador |
| 1965 | Dosti             | Laxmikant–Pyarelal | Majrooh Sultanpuri | Guanyador |
| 1966 | Arzoo             | Shankar Jaikishan  | Hasrat Jaipuri     | Guanyador |

### Sur Singer Award
| Any  | Pel·lícula  | Director musical | Lletrista       | Resultat  |
| ---- | ----------- | ---------------- | --------------- | --------- |
| 1964 | Chitralekha | Roshan           | Sahir Ludhyanvi | Guanyador |

### Reconeixements
- 1948 - Medalla de plata del primer ministre indi Jawaharlal Nehru, en el primer aniversari del Dia de la Independència de l'Índia.[13]
- 1967 - Reconegut amb el Padma Shri pel Govern de l'Índia.[5]
- 2001 - Guardonat amb el "Millor cantant del mil·lenni" per la revista Hero Honda i la revista Stardust.
- 2013 - Millor veu del cinema indi a l'enquesta de la CNN-IBN.[8]